# Weber-Stephen Products
Weber-Stephen Products LLC, comunemente nota come Weber, è una multinazionale statunitense del settore barbecue con sede a Palatine, Illinois.
Produce barbecue a carbonella, gas, elettrici e relativi accessori. Possiede dei ristoranti e pubblica libri di cucina.

## Storia
Le origini di Weber risalgono all’8 maggio 1893, quando venne fondata e incorporata a Chicago, Illinois, come Weber Bros. Metal Works, un’officina di lavorazione della lamiera attiva nella produzione di boe nautiche e componenti metallici per l’industria.
Nel 1951, George Stephen Sr., all’epoca comproprietario della Weber Bros., ideò un nuovo tipo di barbecue domestico. Insoddisfatto delle prestazioni del braciere aperto che utilizzava a casa, costruì un prototipo utilizzando due semisfere in lamiera originariamente destinate alla costruzione di boe. Ne derivò una griglia a forma di bollitore, dotata di coperchio e prese d’aria regolabili, che permetteva una cottura più uniforme e controllata, indipendentemente dal vento e dalle condizioni esterne.
Stephen battezzò inizialmente il prototipo “George’s Barbecue Kettle”, e cominciò a venderlo con successo a livello locale. Il design originale attirò rapidamente l’interesse del pubblico, tanto che il grill acquisì anche il soprannome popolare di “Sputnik”, per via della sua forma sferica che ricordava il satellite sovietico lanciato in orbita in quegli stessi anni.
Nel 1952, di fronte alla crescente domanda, Stephen fondò una divisione barbecue all’interno della Weber Bros. Metal Works. Negli anni successivi, il successo del prodotto crebbe al punto che, verso la fine degli anni Cinquanta, acquistò l’intera azienda, ne divenne proprietario unico e ne modificò la denominazione in Weber-Stephen Products Co., orientando definitivamente la produzione al settore del barbecue.
Durante gli anni Sessanta e Settanta, l’azienda si affermò come uno dei principali produttori di barbecue negli Stati Uniti, distinguendosi per la qualità dei materiali, l’efficacia del design e un’intensa attività promozionale, tra cui dimostrazioni pubbliche e ricettari dedicati. In quegli stessi anni, l’azienda introdusse anche nuovi modelli a gas, affiancando alla classica griglia a carbone nuove soluzioni più versatili e facili da usare.
Nel corso degli anni Ottanta e Novanta, Weber proseguì la propria espansione internazionale, aprendo sedi commerciali e stabilimenti in Europa, America Latina, Asia e Oceania. L’azienda diversificò ulteriormente la gamma prodotti, includendo affumicatori, griglie portatili, barbecue elettrici e una vasta linea di accessori per la cucina outdoor. Promosse anche la cultura del barbecue tramite la fondazione della Weber Grill Academy, una rete globale di scuole di cucina per appassionati e professionisti.
Nel 2020 Weber integrò la tecnologia digitale nei propri dispositivi, lanciando la piattaforma Weber Connect, che permetteva di monitorare la cottura tramite app mobile e sensori intelligenti.
Nel 2021, l’azienda venne quotata in borsa al New York Stock Exchange (NYSE), segnando un momento di grande visibilità a livello internazionale. Tuttavia, nel 2023, Weber tornò a essere una società privata dopo l’acquisizione da parte del fondo d’investimento BDT Capital Partners.

## Marchi

### Ducane Products Company
La Ducane Products Company ebbe origine nel 1946 come Ducane Brothers Metal Fabricating. Tre anni dopo, nel 1949, si trasferì a Little Ferry, New Jersey, dove iniziò a produrre riscaldatori ad aria calda. Nel 1968 cambiò nome in The Ducane Company e spostò la propria sede a Barnwell, South Carolina. Nel 1975 avviò la produzione di griglie a gas con il marchio Ducane.
Nel 2003 la Ducane dichiarò bancarotta e, nel 2004, venne parzialmente acquisita da Weber-Stephens in un’asta fallimentare per 13,6 milioni di dollari. Sotto la gestione di Weber, il marchio Ducane fu rilanciato con la commercializzazione di griglie a propano e gas naturale, distribuite principalmente attraverso grandi catene di negozi di bricolage e specializzati in prodotti per esterni.
Per rilanciare il marchio, Weber introdusse diverse linee di prodotti: la "Ducane Stainless" nel 2006, venduta esclusivamente da Home Depot, e successivamente le linee "Ducane Affinity" e "Ducane Meridian" nel 2007, disponibili attraverso vari canali di vendita.

### June
Nel 2021, Weber annunciò l’acquisizione di June, un’azienda specializzata in automazione domestica e elettrodomestici da cucina, nota soprattutto per il suo “forno smart”. L’acquisizione, del valore di 142,2 milioni di dollari, ha integrato June come “unità strategica di business” all’interno di Weber.
Matt Van Horn, cofondatore di June, è stato nominato presidente dell’azienda, mentre l’altro cofondatore, Nikhil Bhogal, ha assunto il ruolo di vicepresidente senior per la tecnologia e i dispositivi connessi all’interno di Weber. Van Horn continua a concentrarsi sullo sviluppo del forno June, mentre Bhogal collabora con i programmi di ricerca e sviluppo e con la creazione di nuovi prodotti per Weber.

## Prodotti

### Barbecue a gas
Le griglie possono usare come combustibile GPL (propano) o metano, le griglie di cottura possono avere una dimensione da piccola portatile a una di dimensione industriale. Il calore può arrivare sugli alimenti per irraggiamento o convenzione. La struttura poggia su un telaio carrellato che può permettere il trasporto. Il barbecue può contenere un bruciatore a infrarossi che permette una cottura uniforme ed una scatola ove mettere trucioli di legna per l'affumicatura.
Le griglie possono utilizzare come combustibile il GPL (propano) o il metano e variano in dimensioni da modelli piccoli e portatili fino a quelli di dimensioni industriali; il calore raggiunge gli alimenti tramite irraggiamento o convezione. La struttura, montata su un telaio con ruote, facilita il trasporto del dispositivo, che può includere un bruciatore a infrarossi per garantire una cottura uniforme e una scatola apposita per inserire trucioli di legno utilizzati per l’affumicatura.

### Barbecue a carbone

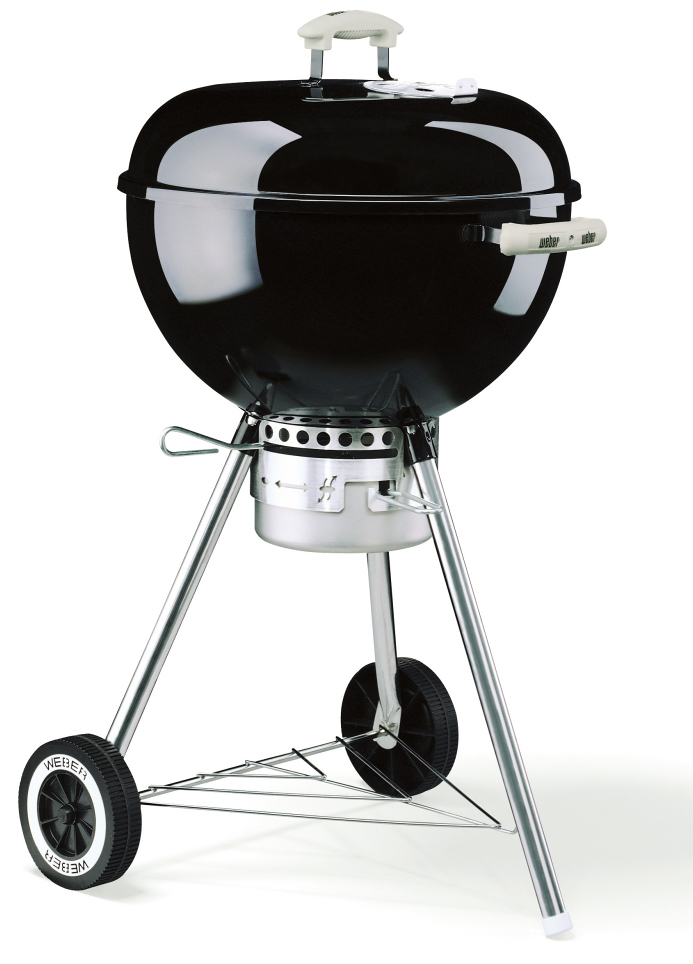
Barbecue a carbone

Il prodotto che ha reso famoso il marchio può essere sia portatile sia di grandi dimensioni e utilizza come combustibile carbone di legna o brichetti di forma sferica. È costituito da un coperchio e da un braciere circolare, con una griglia inferiore dove si appoggiano i carboni ardenti e una superiore su cui si adagiano gli alimenti da cuocere. La cottura può avvenire per irraggiamento, poggiando direttamente le pietanze sulle braci, oppure per convezione, grazie all’uso di cesti separa carbone che consentono una cottura indiretta, ideale per grossi tagli di carne come polli e anatre intere. La combustione si regola mediante le prese d’aria situate nella parte inferiore e superiore del barbecue.

### Barbecue elettrici
Hanno una funzione simile a quella dei barbecue a gas, ma utilizzano energia elettrica anziché gas. Questi modelli non sono portatili, poiché possono essere utilizzati solo nelle vicinanze di una presa di corrente.

## Weber Grill Restaurant

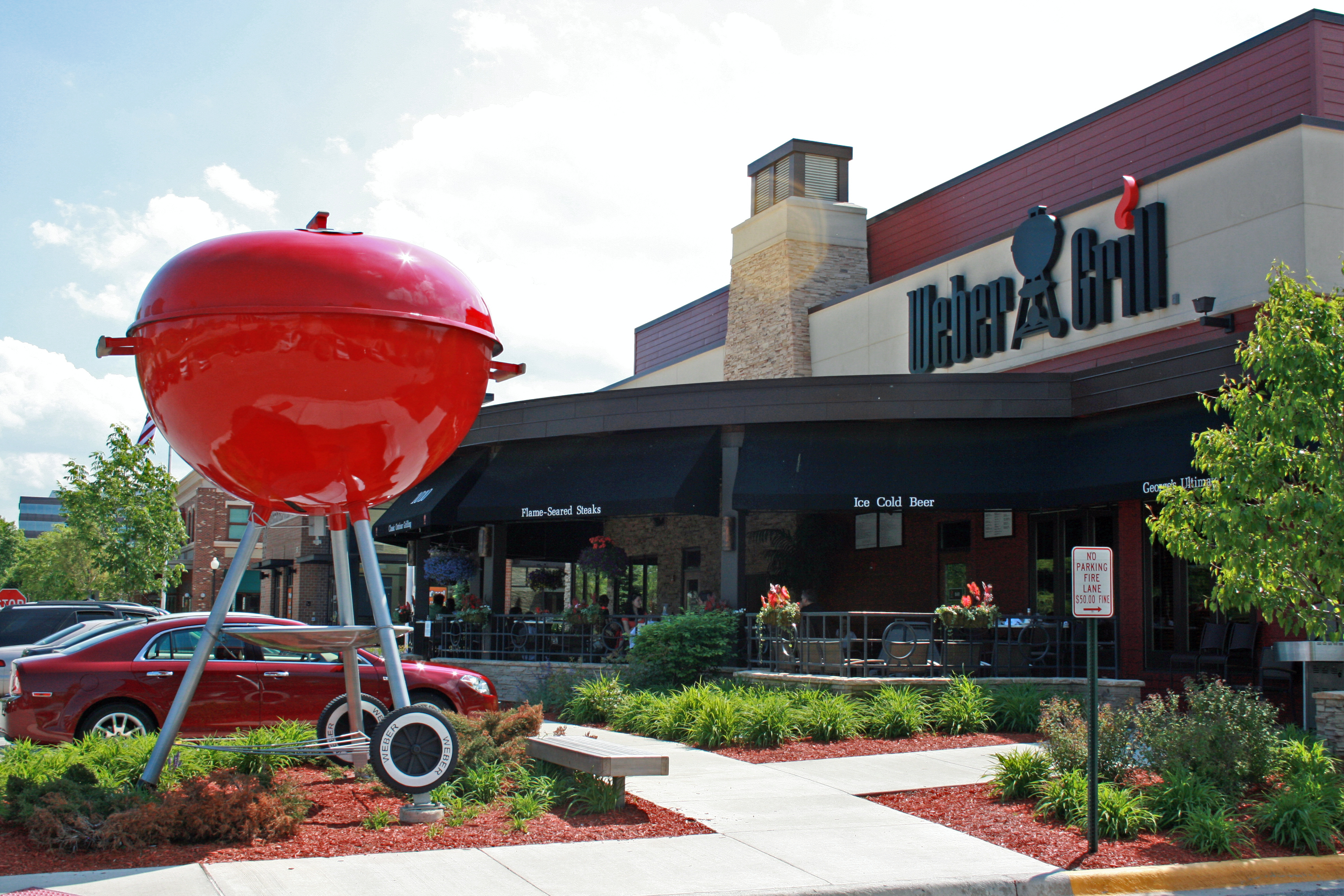
Weber Grill Restaurant a Schaumburg

Nel 1989, la Weber-Stephen Products aprì il primo Weber Grill Restaurant a Wheeling, Illinois, con l’intento di offrire un’esperienza culinaria basata sull’uso dei celebri barbecue Weber. Nonostante una ristrutturazione avvenuta nel 2000, la sede di Wheeling chiuse definitivamente nel 2010. A partire da agosto 2021, erano attive quattro sedi: Lombard (Illinois, aperta nel 1999), River North a Chicago (2002), Schaumburg (Illinois, 2005) e Indianapolis (2007).
Nel 2010, la maggioranza delle quote di Weber-Stephen Products LLC fu venduta a BDT Capital Partners, ma questa acquisizione non includeva le operazioni dei ristoranti, che restano di proprietà esclusiva della famiglia Stephen. Sebbene entrambi mantengano il marchio Weber, oggi le attività di produzione di griglie e quella dei ristoranti sono gestite da due società distinte.
I Weber Grill Restaurant sono concepiti per celebrare l’arte della grigliata, offrendo un menu che include bistecche, hamburger, pollo, barbecue e piatti a base di pesce, tutti preparati su autentiche griglie Weber. I ristoranti propongono anche servizi di catering, eventi privati e corsi di cucina tramite la Grill Academy, un’istituzione dedicata alla diffusione della cultura del barbecue.
Al 2025, i Weber Grill Restaurant operano nelle sedi di Chicago (539 N. State Street), Lombard (2331 Fountain Square Drive), Schaumburg (1010 N. Meacham Road) e Indianapolis (10 N. Illinois Street). È prevista l’apertura di una nuova sede a Orland Park, Illinois, programmata per il 2026, che includerà anche una scuola di cucina interattiva per i clienti.

## Pubblicazioni
- Jamie Purviance, La Bibbia Weber del barbecue, Weber, 2011, ISBN 9782953112719.